# Mazda Grand Prix of Portland 2007
Mazda Grand Prix of Portland 2007 var den fjärde deltävlingen i Champ Car 2007. Racet kördes den 10 juni på Portland International Raceway. Sébastien Bourdais fortsatte sin till synes spikraka väg mot en fjärde raka titel, genom att ta sin tredje vinst i rad. Justin Wilson blev tvåa före Robert Doornbos, medan Bourdais dittills största konkurrent om mästerskapet; Will Power, slutade fyra.

## Slutresultat
| Plats | Förare             | Team                      | Grid | Kvaltid  |
| ----- | ------------------ | ------------------------- | ---- | -------- |
| 1     | Sébastien Bourdais | Newman/Haas Racing        | 3    | 58,308   |
| 2     | Justin Wilson      | RSPORTS                   | 1    | 58,000   |
| 3     | Robert Doornbos    | Minardi Team USA          | 2    | 58,214   |
| 4     | Will Power         | Team Australia            | 7    | 58,469   |
| 5     | Alex Tagliani      | RSPORTS                   | 4    | 58,363   |
| 6     | Dan Clarke         | Minardi Team USA          | 9    | 58,692   |
| 7     | Tristan Gommendy   | PKV Racing                | 5    | 58,399   |
| 8     | Simon Pagenaud     | Team Australia            | 6    | 58,448   |
| 9     | Graham Rahal       | Newman/Haas Racing        | 8    | 58,639   |
| 10    | Paul Tracy         | Forsythe Racing           | 13   | 59,418   |
| 11    | Oriol Servià       | Forsythe Racing           | 11   | 58,926   |
| 12    | Neel Jani          | PKV Racing                | 10   | 58,805   |
| 13    | Bruno Junqueira    | Dale Coyne Racing         | 14   | 59,696   |
| 14    | Ryan Dalziel       | Pacific Coast Motorsports | 17   | 1.04,275 |
| 15    | Jan Heylen         | Conquest Racing           | 12   | 59,181   |
| 16    | Alex Figge         | Pacific Coast Motorsports | 15   | 59,708   |
| 17    | Katherine Legge    | Dale Coyne Racing         | 16   | 1.00,421 |